# Giovanni de' Diotisalvi
Giovanni de' Diotisalvi Neroni (Firenze, ... – Roma, 18 luglio 1473) è stato un arcivescovo cattolico italiano, vescovo di Volterra e arcivescovo di Firenze.

## Biografia
Di origine fiorentina, fu trasferito alla diocesi della sua città nel 1462 dopo la morte del precedente vescovo Orlando Bonarli, e ne prese possesso esattamente il 2 giugno di quell'anno.
La sua casata era diventata importante solo di recente e le origini artigiane della famiglia, in un certo senso lo indirizzarono verso una gestione oculata del patrimonio dell'arcidiocesi. Agì su diversi contratti, talora rinnovandoli, talora annullandoli, riuscendo a ottenere solitamente degli effetti molto vantaggiosi.
Essendo implicato nella congiura di Luca Pitti contro Piero de' Medici, dopo essere stato scoperto fu cacciato in esilio assieme agli altri congiuranti (1473) e morì poco dopo a Roma il 18 luglio 1473.